# Referente
In linguistica, è detto "referente" l'entità, la realtà o la situazione extralinguistica cui fa riferimento (tramite designazione) un segno linguistico.
Il termine referent è utilizzato dal linguista e filosofo Charles Kay Ogden (1889-1957) e dal critico letterario Ivor Armstrong Richards (1893-1979) nell'opera Il significato del significato: studio dell'influsso del linguaggio sul pensiero e della scienza del simbolismo (1923) (The Meaning of Meaning: A Study of the Influence of Language upon Thought and of the Science of Symbolism) ed è uno dei vertici del loro triangolo semiotico, insieme a symbol e thought. La tripartizione proposta nel triangolo semiotico arguisce che il rapporto tra significante e il referente è mediato dal significato, che sarebbe la "concettualizzazione di una classe di referenti".

## Instaurazione del referente

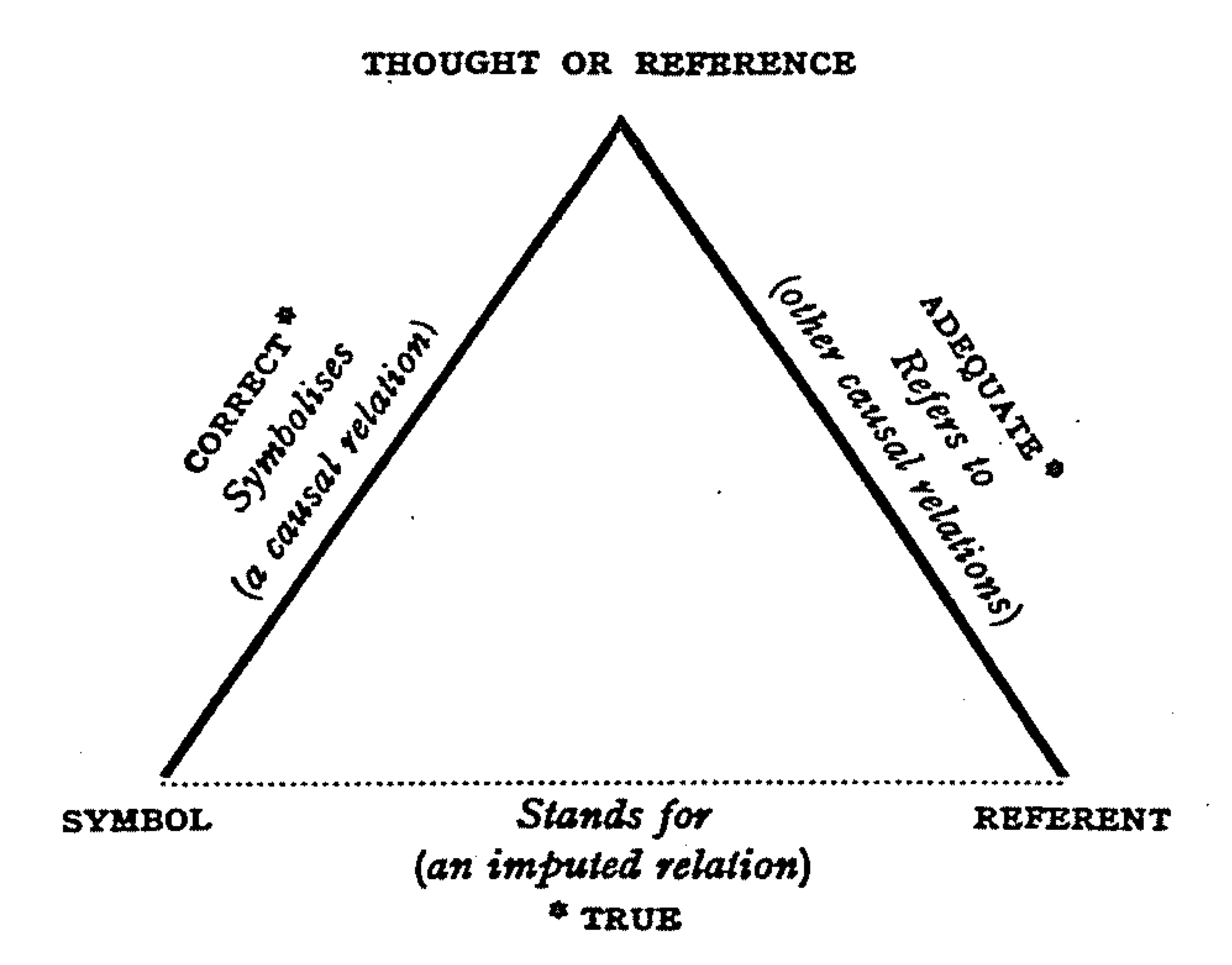
Nel triangolo semiotico di Ogden e Richards, il rapporto tra significante (symbol) e referente (referent) è mediato dal significato (thought)

Per l'analisi linguistica non è centrale il problema se esista un referente come il centauro o l'unicorno. Essa è piuttosto interessata alle condizioni di esistenza di un referente testuale (o "referente di discorso", discourse referent) e alla creazione di un universo del discorso. Si intende per "referente testuale" una entità che sia stata già evocata all'interno di un testo e che può essere ripresa anaforicamente. Il referente testuale, nel momento in cui viene evocato, si aggiunge a quelli già presenti nell'universo del discorso. Il linguista Lauri Karttunen ha osservato che un sintagma nominale indefinito instaura un referente solo a condizione che non sia presente nel predicato che domina il sintagma un verbo che neghi l'esistenza del referente (ad esempio, avere l'intenzione, fingere di, dimenticare ecc.). E ancora, appunto in riferimento all'anafora:

Le sagome stilizzate dell'uomo e della donna stanno per "WC" e hanno un certo grado di somiglianza con il contenuto.

Il problema definitorio nasce dunque dal fatto che la ripresa anaforica è possibile anche quando Karttunen esclude l'instaurazione del referente. Così, ad esempio, risulta agrammaticale la frase
Giovanni non ha un gatto ed esso è nero.
ma è invece possibile dire
Giovanni non ha un'automobile, ma presto la comprerà.
o anche
Io non sono un avvocato, ma tu lo sei.
A fronte di queste difficoltà, Karttunen ha avanzato l'idea che alcuni referenti testuali hanno natura provvisoria, "a breve termine", come nel caso di
Giovanni vuole prendere un pesce e cucinarlo con noi.
che, peraltro, non ammetterebbe un seguito come:
Eccolo lì.
Già in Discourse Referents, Karttunen, come accennato, invoca le nozioni di specificità e non-specificità. In questo senso, un sintagma nominale specifico instaura sempre un referente, mentre un sintagma nominale non-specifico instaura un referente solo a certe condizioni. Su questa scorta, il tipo di caso più studiato è quello di strutture ambigue come
Giovanni vuole acquistare un volpino.
Questa frase prevede due interpretazioni distinte e solo in una di queste è instaurato un referente (cioè, un certo volpino).

## Iconismo del significante
Come nell'arte René Magritte ha sfidato l'iconicità del manufatto artistico in Il tradimento delle immagini, così il concetto di icona è stato sottoposto a critica da Umberto Eco. Il Gruppo di Liegi, che riprende Eco in questo, discute l'idea che l'icona sia fondata sulla somiglianza tra significante e referente. Così, ad esempio, nel segno che ritrae sagome stilizzate di un uomo e di una donna e che va inteso come WC, il grado di somiglianza con un vero uomo e una vera donna è alquanto limitato: la testa è staccata dal corpo, la sagoma è monocroma, mancano mani e piedi ecc. Nelle altre due immagini, la somiglianza è minima in quella a sinistra o, in quella a destra, impossibile da cogliere per chi non proviene dalla cultura giapponese.

## Funzione referenziale
Tra le funzioni del linguaggio enucleate dal semiologo russo Roman Jakobson (1896-1982), figura la funzione referenziale, che è incentrata appunto sul referente (la cosa di cui si parla), all'interno di un contesto situazionale, in particolare nella manualistica professionale.